# Кабрілс
Кабрілс (Cabrils) — місто та муніципалітет у комарці Марезма в провінції Барселона та автономній спільноті Каталонія, Іспанія. Він розташований між муніципалітетами Біласа-да-Мар, Біласа-да-Дал, Орріус, Аржантона та Кабрера-де-Мар, приблизно в десяти кілометрах від Матаро, столичного регіону.

## Економіка

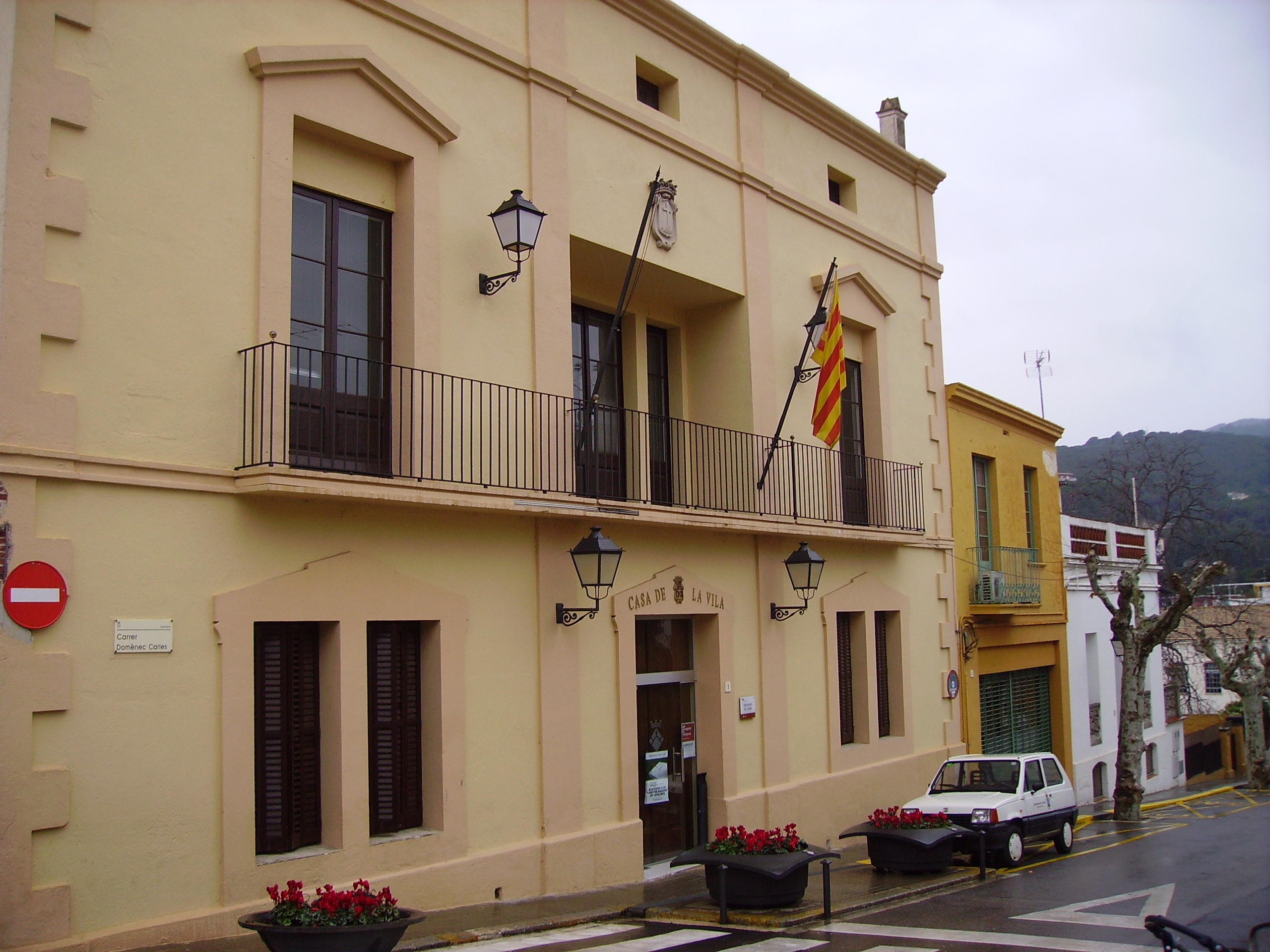
Ратуша.

Традиційна економіка Кабрілса базувалася на сільському господарстві. Однак, починаючи з 1980-х років, населення Кабрільса значно зросло, і тепер це переважно житлове місто. Зараз Кабрілс займає третє місце за рівнем доходу на душу населення в Каталонії та восьме в Іспанії.